# 孔英哲
孔英哲，孔长孙之子，孔子三十二代嫡长孙。
陈废帝光大元年十二月庚寅（567年12月7日），仪同三司兼从事中郎孔英哲被封为奉圣亭侯，负责祭祀孔子。